# Ula succincta
Ula (Ula) succincta là một loài ruồi trong họ Pediciidae. Chúng phân bố ở vùng sinh thái Palearctic.